# Quốc kỳ Cộng hòa Xã hội chủ nghĩa Xô viết Azerbaijan
Quốc kỳ Cộng hòa Xã hội chủ nghĩa Xô viết Azerbaijan là một lá cờ đỏ đơn giản với búa và liềm và viền vàng sao đỏ ở bang trên của nó và một dải màu xanh đậm nằm ngang ở vị trí thứ tư dưới cùng, đại diện cho Biển Caspi.
Phiên bản cuối cùng của lá cờ của SSR Azerbaijan lần đầu tiên được giới thiệu bởi K.M.A. Kyazimzade, giám đốc Bảo tàng Nghệ thuật Nhà nước Azerbaijan, và chính thức được thông qua làm quốc kỳ theo sắc lệnh của Đoàn chủ tịch Xô viết Tối cao Azerbaijan Xô viết vào ngày 7 tháng 10 năm 1952. Định nghĩa như sau:

Quốc kỳ của Cộng hòa Xã hội chủ nghĩa Xô viết Azerbaijan là một lá cờ gồm hai dải màu nằm ngang: phần màu đỏ phía trên dài 3/4 chiều rộng và phần dưới là màu xanh, gần một phần tư chiều rộng của lá cờ với hình ảnh ở trên cùng bên trái góc của dải màu đỏ, ở cột cờ và búa vàng và liềm, và phía trên chúng là một ngôi sao năm cánh màu đỏ được đóng khung bởi viền vàng. Tỷ lệ giữa chiều rộng và chiều dài là 1:2.

Văn bản của quốc kỳ trong Hiến pháp của Azerbaijan Xô viết đã được cập nhật vào ngày 18 tháng 8 năm 1953. Tuy nhiên, văn bản không nêu rõ tỷ lệ của búa và liềm. Vào ngày 5 tháng 5 năm 1956, Đoàn chủ tịch Xô viết Tối cao của Azerbaijan Xô viết đã phê chuẩn "Quyết định về quốc kỳ của Cộng hòa Xã hội chủ nghĩa Xô viết Azerbaijan", trong đó quy định thêm các chi tiết của các yếu tố trên cờ. Vào ngày 16 tháng 3 năm 1981, Đoàn chủ tịch của Xô viết Tối cao tiếp tục ban hành một sắc lệnh quy định rằng không nên in búa và liềm ở mặt sau của lá cờ.

## Lịch sử

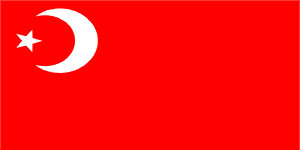
Cộng hòa Xã hội chủ nghĩa Xô viết Azerbaijan (1920)
Cộng hòa Xã hội chủ nghĩa Xô viết Azerbaijan (1920-1921)
Cộng hòa Xã hội chủ nghĩa Xô viết Azerbaijan (1921-1922)
Cộng hòa Xã hội chủ nghĩa Xô viết Azerbaijan (1922)
Cộng hòa Xã hội chủ nghĩa Xô viết Azerbaijan (1922-1924)
Cộng hòa Xã hội chủ nghĩa Xô viết Azerbaijan (1924)
Cộng hòa Xã hội chủ nghĩa Xô viết Azerbaijan (1924-1925)
Cộng hòa Xã hội chủ nghĩa Xô viết Azerbaijan (1929)
Cộng hòa Xã hội chủ nghĩa Xô viết Azerbaijan (1937-1940)
Cộng hòa Xã hội chủ nghĩa Xô viết Azerbaijan (1940-1952)
Cộng hòa Xã hội chủ nghĩa Xô viết Azerbaijan (1952–1956)
Cộng hòa Xã hội chủ nghĩa Xô viết Azerbaijan (1956–1991)